# Poimenesperus schoutedeni
Poimenesperus schoutedeni är en skalbaggsart som beskrevs av Stefan von Breuning 1934. Poimenesperus schoutedeni ingår i släktet Poimenesperus och familjen långhorningar. Inga underarter finns listade i Catalogue of Life.